# Chang'e 5-T1
Chang'e 5-T1 (en chinois : 嫦娥五号T1 ; pinyin : Cháng'é wǔhào T1) est un engin spatial chinois expérimental qui a été lancé le 23 octobre 2014 par une fusée Longue Marche 3C. L'objectif de cette mission est de valider certaines phases de vol de la future mission de retour d'échantillon lunaire Chang'e 5 initialement prévue pour 2019. L'engin doit en particulier permettre de vérifier le comportement de la capsule chargée de ramener les échantillons de sol lunaire durant la rentrée atmosphérique. Chang'e 5-T1 fait partie à ce titre du programme chinois d'exploration lunaire qu'a pour objectif de mener des missions d'une sophistication croissante avec en cible l'envoi d'hommes sur la Lune.

## Contexte
Chang'e 5 est une mission robotique planifiée en 2018 dont l'objectif est de ramener 2 kilogrammes d'échantillon du sol lunaire sur Terre. Il s'agit de la première mission automatique de ce type depuis les sondes soviétiques du programme Luna lancées au début des années 1970. Pour remplir cet objectif la sonde spatiale doit se poser sur la Lune, collecter des échantillons du sol lunaire puis réussir à effectuer un retour en douceur sur Terre. Pour les ingénieurs chinois cela constitue une première et ils ont décidé de développer Chang'e 5-T1 afin de tester la phase délicate de la rentrée atmosphérique.

## Caractéristiques techniques
Chang'e 5-T1 est composé de deux sous-ensembles : 
- un module de service chargé de la propulsion, de la fourniture en énergie, du contrôle de l'orientation, du pilotage et des télécommunications. Celui-ci est constitué par une plateforme DFH-3 déjà utilisée par les orbiteurs lunaires chinois Chang'e 1 et Chang'e 2. Cette plateforme a été développée initialement pour les satellites de télécommunications géostationnaires et les satellites de navigation chinois. De forme parallélépipédique (2,2 × 1,72 × 2 m) le module a une masse à vide de 1 150 kg et peut emporter 1 300 kg d'ergols. Ses panneaux solaires fournissent 1 700 watts en fin de vie et une fois déployés portent l'envergure 18 mètres.
- la charge utile est constituée par la capsule qui doit revenir au sol avec les échantillons de sol lunaire lors de la mission Chang'e 5. Aucune donnée précise n'a été fournie mais, d'après les photos qui ont été divulguées, elle ressemble à un module de descente du vaisseau spatial habité Shenzhou en réduction (environ 1,5 mètre de haut avec une écoutille au sommet, le bouclier thermique à la base et un compartiment à parachutes sur le côté.

La mission Chang'e 5 planifiée en 2019 , puis repoussée mi-2020, comprendra deux autres modules en plus de ceux décrits ci-dessus : 
- un atterrisseur similaire à celui utilisé dans le cadre de la mission Chang'e 3, équipé d'un système de propulsion lui permettant de se poser sur la Lune.
- un quatrième module transporté par l'atterrisseur et comprenant un système de prélèvement d'échantillons de sol et de roches (pelle et foreuse) ainsi qu'un étage de remontée chargé de rejoindre l'orbite lunaire. Un rendez-vous automatique se réalisera avec les deux premiers modules restés en orbite et les échantillons seront transférés d'un ensemble à l'autre.

## Déroulement de la mission
Chang'e 5-T1 est lancé le 23 octobre 2014 par une fusée Longue Marche 3C depuis la base de Xichang. Il est injecté sur une trajectoire de retour libre qui lui fait contourner la Lune puis revenir sans manœuvre intermédiaire vers la Terre 9 jours plus tard.
Cette trajectoire est en fait une orbite terrestre haute avec un périgée de 209 km et un apogée de 413 000 km (donc au-delà de la Lune). Arrivée à 5 000 km de la Terre, le module de service est largué. La capsule effectue alors une démonstration de rentrée par ricochets, manœuvre qui permet de modifier la région de l'atterrissage par rapport au point d'arrivée au-dessus de l'atmosphère terrestre : elle pénètre sous un angle volontairement trop tangent qui la fait rebondir après s'être enfoncée jusqu'à 60 km dans l'atmosphère. Après être ressortie de l'atmosphère terrestre avec une altitude culminant à 140 km, la capsule effectue enfin une rentrée atmosphérique normale, en partie planée, avant d'ouvrir son parachute pour un atterrissage en douceur.
La capsule revient sur Terre le 31 octobre comme prévu. L'arrivée à grande vitesse dans l'atmosphère permet de valider les techniques utilisées pour la rentrée atmosphérique de la capsule et le déploiement des parachutes. La capsule emporte des bactéries et des plantes pour tester l'influence du rayonnement cosmique au-delà de l'orbite terrestre basse. L'atterrissage s'effectue sur le sol chinois, dans la Bannière de Siziwang en Mongolie-Intérieure là où atterrissent habituellement les vaisseaux Shenzhou du programme spatial habité chinois.
De son côté, le module de service est largué et dirigé vers le point de Lagrange L2 pour réaliser une mission dont le contenu n'est pas connu. Plusieurs scénarios sont envisageables pour la suite : il pourrait notamment se placer en orbite autour de la Lune pour servir de relais aux futures missions lunaires chinoises envoyées sur le sol lunaire.